# Tmesisternus pseudohieroglyphicus
Tmesisternus pseudohieroglyphicus là một loài bọ cánh cứng trong họ Cerambycidae.